# Saint-André-Treize-Voies
Saint-André-Treize-Voies ist eine ehemalige französische Gemeinde mit 1484  Einwohnern (Stand: 1. Januar 2022) im Département Vendée in der Region Pays de la Loire. Sie gehörte zum Arrondissement La Roche-sur-Yon und zum Kanton Aizenay. Die Einwohner werden Trévois und Trévoises genannt.
Mit Wirkung vom 1. Januar 2016 wurden die Gemeinden Saint-André-Treize-Voies, Mormaison und Saint-Sulpice-le-Verdon zu einer Commune nouvelle mit dem Namen Montréverd zusammengelegt.

## Bevölkerungsentwicklung
| Jahr                       | 1962 | 1968 | 1975 | 1982 | 1990 | 1999 | 2006  | 2013  | 2020  |
| Einwohner                  | 940  | 931  | 827  | 813  | 895  | 952  | 1.128 | 1.389 | 1.448 |
| Quellen: Cassini und INSEE |      |      |      |      |      |      |       |       |       |

## Sehenswürdigkeiten

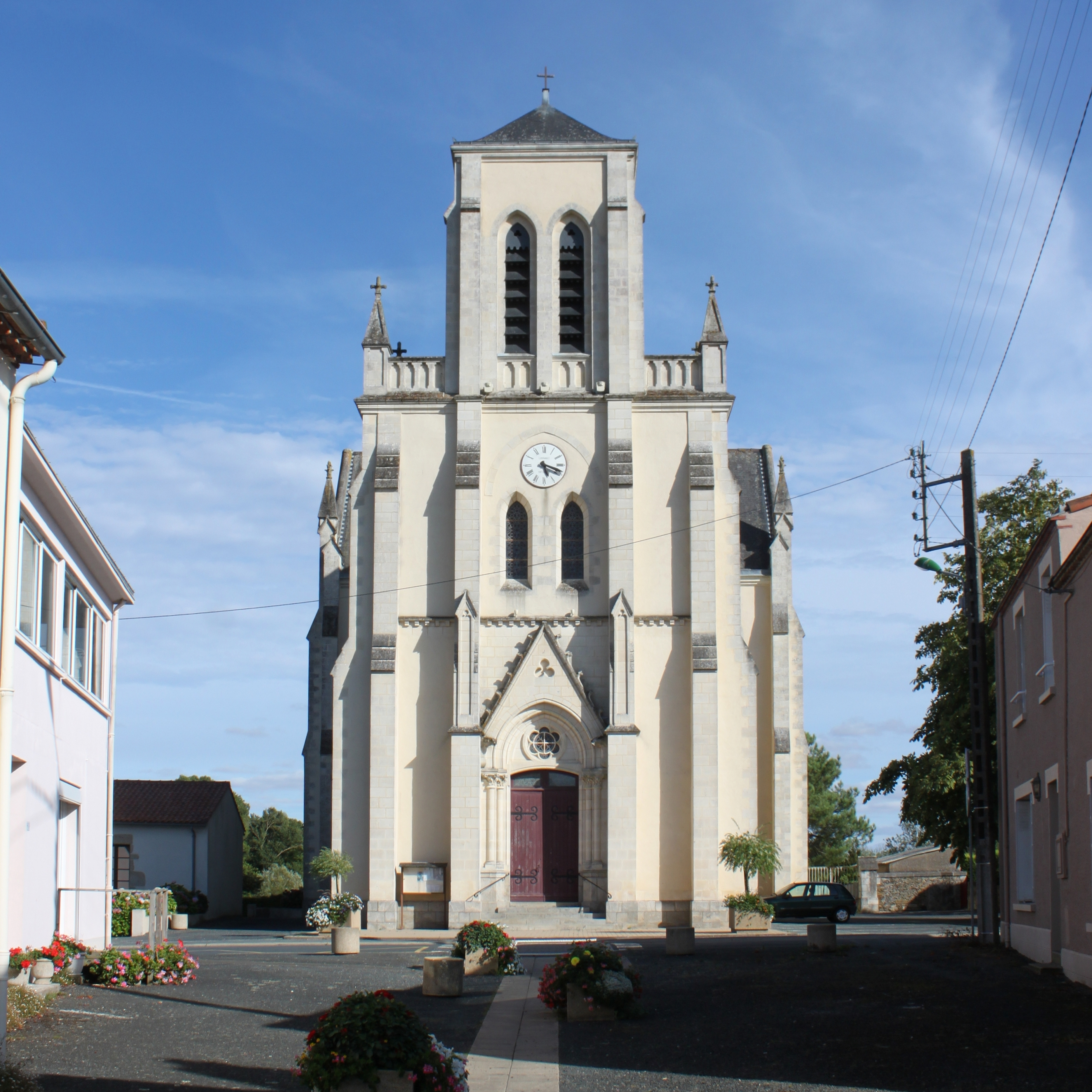
Kirche Saint-André

- Menhir La Petite-Roche, Monument historique seit 1989
- Kirche Saint-André

## Persönlichkeiten
- Maxime Bossis (* 1955), Fußballspieler (Verteidiger)
- Joël Bossis (* 1965), Fußballspieler (Mittelfeld)